# Šiša Gora
Šiša Gora är en ås i Bosnien och Hercegovina. Den ligger i den västra delen av landet, 140 km nordväst om huvudstaden Sarajevo.
Omgivningarna runt Šiša Gora är en mosaik av jordbruksmark och naturlig växtlighet. Runt Šiša Gora är det ganska tätbefolkat, med 67 invånare per kvadratkilometer.